# Sporkehoutspanner
De sporkehoutspanner (Philereme vetulata) is een nachtvlinder uit de familie van de spanners (Geometridae). 

## Kenmerken
De voorvleugellengte bedraagt tussen de 13 en 16 mm. De basiskleur van de voorvleugel is grijsbruin met enige vage dwarslijnen. De buitenranden van de achtervleugels zijn gekarteld. De franje is geblokt.

## Levenscyclus
De sporkehoutspanner gebruikt sporkehout en wegedoorn als waardplanten. De rups is te vinden van eind april tot in juni. De soort overwintert als ei. Er is jaarlijks een generatie die vliegt van eind mei tot in augustus.

## Voorkomen
De soort komt verspreid over het Palearctisch gebied voor. De sporkehoutspanner is in Nederland een zeldzame soort en in België een schaarse soort uit het zuiden. 